# Linea Ōfunato
La linea Ōfunato (大船渡線?, Ōfunato-sen) è una ferrovia a scartamento ridotto a carattere locale della prefettura di Iwate, in Giappone, gestita dalla East Japan Railway Company (JR East). A causa dei danneggiamenti subiti durante il Terremoto del Tōhoku del 2011, al momento i treni non vanno oltre Kesennuma, situata nella prefettura di Miyagi.

## Stazioni
| Nome stazione      | Giapponese | Distanza interstazione (km) | Distanza da Ichinoseki (km) | Super Dragon (Rapido) | Collegamenti                               | Posizione     |
| ------------------ | ---------- | --------------------------- | --------------------------- | --------------------- | ------------------------------------------ | ------------- |
| Ichinoseki         | 一ノ関     | -                           | 0.0                         | ●                     | Linea principale Tōhoku, Tōhoku Shinkansen | Ichinoseki    |
| Mataki             | 真滝       | 5.7                         | 5.7                         | \|                    |                                            | Ichinoseki    |
| Rikuchū-Kanzaki    | 陸中門崎   | 8.0                         | 13.7                        | \|                    |                                            | Ichinoseki    |
| Iwanoshita         | 岩ノ下     | 3.8                         | 17.5                        | \|                    |                                            | Ichinoseki    |
| Rikuchū-Matsukawa  | 陸中松川   | 3.8                         | 21.3                        | \|                    |                                            | Ichinoseki    |
| Geibikei           | 猊鼻渓     | 2.0                         | 23.3                        | ●                     |                                            | Ichinoseki    |
| Shibajyuku         | 柴宿       | 2.8                         | 26.1                        | \|                    |                                            | Ichinoseki    |
| Surisawa           | 摺沢       | 4.5                         | 30.6                        | ●                     |                                            | Ichinoseki    |
| Senmaya            | 千厩       | 9.2                         | 39.8                        | ●                     |                                            | Ichinoseki    |
| Konashi            | 小梨       | 3.6                         | 43.4                        | \|                    |                                            | Ichinoseki    |
| Yagoshi            | 矢越       | 4.2                         | 47.6                        | \|                    |                                            | Ichinoseki    |
| Orikabe            | 折壁       | 2.1                         | 49.7                        | \|                    |                                            | Ichinoseki    |
| Niitsuki           | 新月       | 5.6                         | 55.3                        | \|                    |                                            | Ichinoseki    |
| Kesennuma          | 気仙沼     | 6.7                         | 62.0                        | ●                     | Linea Kesennuma                            | Kesennuma     |
| Shishiori-Karakuwa | 鹿折唐桑   | 2.2                         | 64.2                        | ●                     |                                            | Kesennuma     |
| Kami-Shishiori     | 上鹿折     | 5.3                         | 69.5                        | ●                     |                                            | Kesennuma     |
| Rikuzen-Yahagi     | 陸前矢作   | 10.0                        | 79.5                        | ●                     |                                            | Rikuzentakata |
| Takekoma           | 竹駒       | 3.0                         | 82.5                        | ●                     |                                            | Rikuzentakata |
| Rikuzen-Takata     | 陸前高田   | 2.9                         | 85.4                        | ●                     |                                            | Rikuzentakata |
| Wakinosawa         | 脇ノ沢     | 2.9                         | 88.3                        | ●                     |                                            | Rikuzentakata |
| Otomo              | 小友       | 4.5                         | 92.8                        | ●                     |                                            | Rikuzentakata |
| Hosoura            | 細浦       | 4.3                         | 97.1                        | ●                     |                                            | Ōfunato       |
| Shimofunato        | 下船渡     | 3.1                         | 100.2                       | ●                     |                                            | Ōfunato       |
| Ōfunato            | 大船渡     | 2.9                         | 103.1                       | ●                     |                                            | Ōfunato       |
| Sakari             | 盛         | 2.6                         | 105.7                       | ●                     | Linea Minami-Riasu                         | Ōfunato       |